# Alice M. Bunn
Alice M. Bunn é a diretora internacional da Agência Espacial do Reino Unido. É vice-presidente do Conselho da Agência Espacial Europeia e co-presidente do Conselho Global do Futuro do Fórum Econômico Mundial sobre Tecnologia Espacial.

## Primeiros anos de vida e educação
Bunn é de Beckenham. Ela estudou na Shrewsbury High School, em Shropshire. Ela completou os Níveis Avançados da GCE na Shrewsbury Sixth Form College em Matemática, Física e Química e estudou metalurgia na Universidade de Leeds, graduando-se em 1995. Ela passou um ano em Tampere na Universidade da Finlândia. Ela obteve seu PhD em 1998 pela Universidade de Cambridge, onde trabalhou com Metalurgia sob a supervisão de Lindsay Greer.

## Carreira
Após completar seu doutorado, Bunn ingressou no Science Museum, Londres como pesquisadora e desenvolvedora de exposições. Ela se juntou ao Natural Environment Research Council (NERC) como coordenadora de Ciência da Observação da Terra em 2000. Ela se tornou Chefe das Missões Futuras de Observação da Terra em 2002. Ela ingressou no Departamento de Meio Ambiente, Alimentação e Assuntos Rurais como gerente do programa de localização.
Bunn entrou para a Agência Espacial do Reino Unido em 2011. Ela liderou a Carta Internacional para o Espaço e Grandes Desastres de 2011 a 2012. A carta força a comunidade internacional a fornecer imagens de satélite imediatamente após um desastre. Ela intermediou o acordo internacional que garantiu que países compartilhassem imagens de satélite após o desaparecimento do MH370. Ela contribuiu para como as imagens de satélite podem ser usadas para salvar vidas.  Ela formou uma colaboração com a Agência Espacial Italiana para compartilhar dados da COSMO-SkyMed. Em 2014, Bunn foi nomeada Diretora de Política da Agência Espacial do Reino Unido. Ela fez a palestra de abertura da Conferência sobre Reinventação do Espaço em 2014. Ela liderou a segurança, regulamentação, comunicações e engajamento internacional. Ela aconselhou sobre atividades espaciais civis para o Ministro de Universidades, Ciências e Cidades. Em 2014, ela foi destaque na revista Marie Claire como uma das suas principais mulheres. Ela foi eleita para o Conselho de Diretores da Fundação Espacial em novembro de 2015. Ela liderou os aspectos espaciais do programa de Monitoramento Global do Meio Ambiente e Segurança, que incentivou a Europa a monitorar e proteger o meio ambiente. Ela esperava que a missão de Tim Peake na Estação Espacial Internacional encorajasse as pessoas a investir em viagens espaciais. Ela foi nomeada vice-presidente da Agência Espacial Europeia em 2017. Ela colabora estreitamente com a França e assinou uma declaração conjunta para aumentar a cooperação com o Centre National d'Études Spatiales (CNES) em janeiro de 2018.  A colaboração continuará válida independente do Brexit. Ela supervisionou o acordo de colaboração entre a Surrey Satellite Technology, a Goonhilly Satellite Earth Station e a Agência Espacial Européia para missões lunares comerciais.
Ao longo de sua carreira, Bunn esteve em programas para incentivar os alunos a se envolverem com missões espaciais. Ela colaborou com a WISE Campaign para criar um conjunto de recursos de sala de aula com base no setor espacial para incentivar as crianças da escola primária a estudar física. Ela desenvolveu um distintivo espacial para Girlguiding. Ela palestrou no Fórum Econômico Mundial. Ela palestrou no Simpósio Nacional do Espaço em 2018. Ela palestrou no Congresso Espacial Mundial de 2017.

## Prêmios e Honras
Em 1995, Bunn ganhou o prêmio The Minerals, Metals & Materials Society Light Metals Division Light Metals Award por seu papel Modelagem da Eficácia de Refinadores Al-Ti-B para Alumínio puro comercial. Ela recebeu o Prêmio Smithells Memorial de Minerais, Metais e Materiais da Sociedade.